# لي ثورب
لي ثورب (بالإنجليزية: Lee Thorpe)‏ هو لاعب كرة قدم بريطاني في مركز الهجوم، ولد في 14 ديسمبر 1975 في ولفرهامبتن في المملكة المتحدة. لعب مع دارلينجتون إف سى وسوانزي سيتي وغريمسبي تاون ونادي بانغور ونادي بريستول روفيرز ونادي برينتفورد ونادي بلاكبول ونادي بيتربورو يونايتد ونادي توركي يونايتد ونادي روتشديل ونادي ليتون أورينت ونادي لينكولن سيتي.

## وصلات خارجية
- لي ثورب على موقع قاعدة بيانات كرة القدم.إي يو (الإنجليزية)
- لي ثورب على موقع Soccerbase.com (لاعب) (الإنجليزية)